# Work in progress
 (juillet 2014).
Améliorez-le ou discutez des points à vérifier. 
Work in progress, ou work in process, acronyme WIP, est une locution anglaise qui désigne un travail en cours, non terminé. Des équivalents en français sont « chantier en cours » ou « état provisoire ».

## Dans l'industrie
Dans l'industrie des pays anglophones, et en particulier en production et dans la gestion des approvisionnements, work in progress désigne les stocks qui sont dans le processus de fabrication, par opposition aux stocks statiques de produits finis, de matières premières et de composants. L'équivalent français est en cours de production, locution qui peut désigner des matières premières ou des composants en attente d'être transformés, des matières premières et des composants en cours de transformation, ou des  produits fabriqués, qu'il s'agisse de composants, de produits semi-finis ou de produits finis en attente d'une opération de production ou d'une évacuation vers les magasins.
Les méthodes de gestion de production actuelles visent à une réduction des en-cours de production.

## Dans l'art
Dans les beaux-arts, la locution « work in progress » est employée par un artiste qui désire présenter soit un projet (évolutif), soit son œuvre pendant son exécution (en cours de réalisation) : littérature, peinture, sculpture, architecture, musique, danse, etc. Jean-Claude Meynard a exposé en novembre-décembre 2018 en France et aux États-Unis « les Chants Fractals », une série d’œuvres dont on peut suivre le work in progress en scannant un QR code intégré au sein même des œuvres.
Au cinéma, un film peut aussi être projeté comme work in progress, c'est-à-dire que son réalisateur estime que le montage du film est à améliorer ou n'est pas terminé. Un exemple de film projeté comme work in progress est Apocalypse Now de Francis Ford Coppola qui fut pour la première fois projeté au Festival de Cannes 1979 et qui partagea la Palme d'or avec Le Tambour de Volker Schlöndorff. Un film toujours en work in progress, et ce depuis 1978, est Cinématon de Gérard Courant.

## Sources
- (en) Cet article est partiellement ou en totalité issu de l’article de Wikipédia en anglais intitulé « Work in process » (voir la liste des auteurs).